# Episcythris albonigrella
Episcythris albonigrella är en fjärilsart som beskrevs av Hans Georg Amsel 1939. Episcythris albonigrella ingår som enda art i släktet Episcythris och familjen fältmalar, Scythrididae. Inga underarter finns listade i Catalogue of Life.